# Gorak Shep

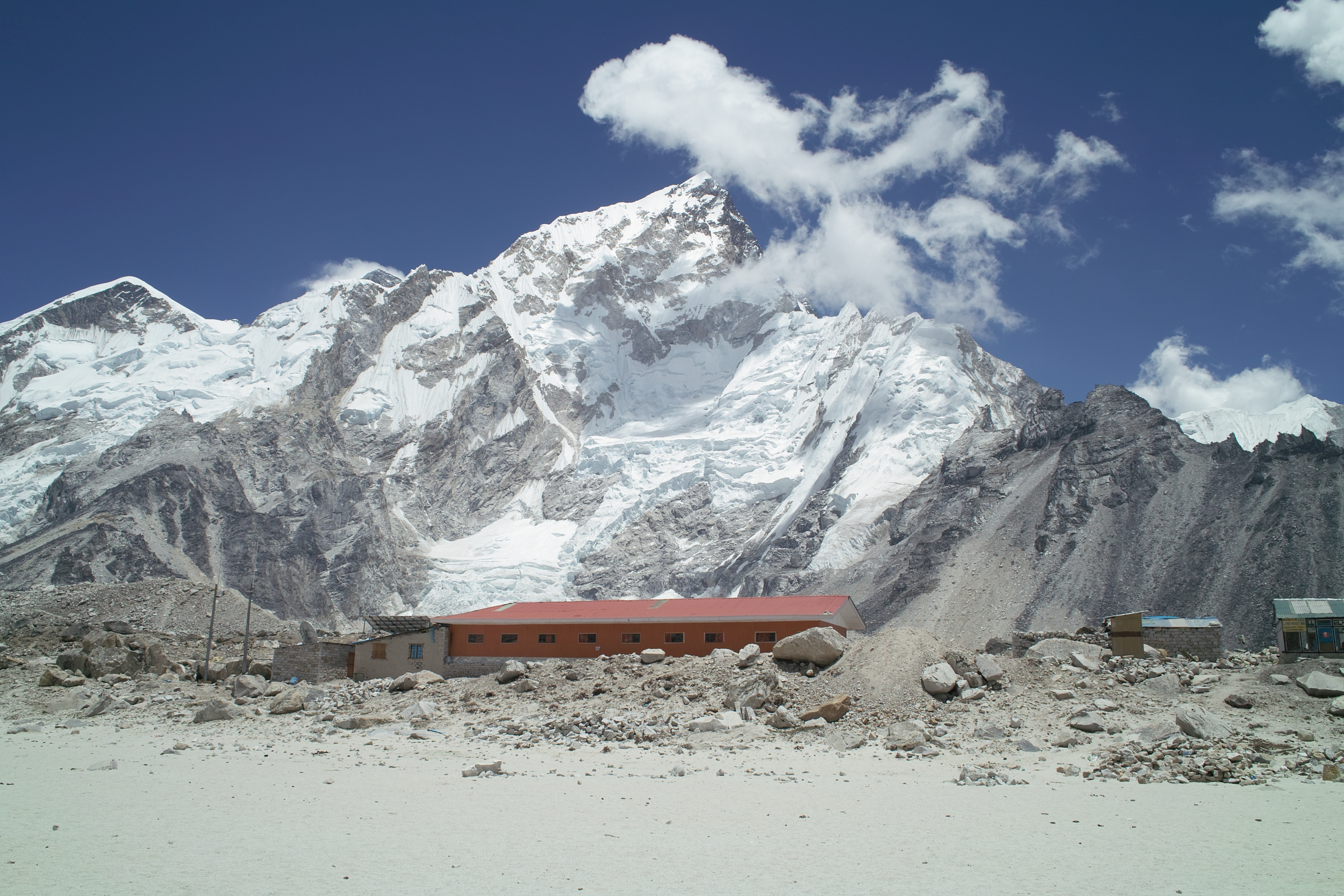
Gorak Shep, dahinter die Nuptse-Westwand (und aus dieser Perspektive deutlich darunter die Spitze des Mt. Everest: zweiter Gipfel von links mit Wolkenfahne)

Gorak Shep ist eine nepalesische Ortschaft im Sagarmatha-Nationalpark. Sie ist die letzte dauerhaft bewohnte Ortschaft (VDC Khumjung) vor dem Südaufstieg zum Mount Everest über das Tal des Schweigens („Western Cwm“). 
Sie liegt auf einer Höhe von 5207 m  und direkt am Khumbu-Gletscher, der östlich des Ortes vom Mount Everest kommend in südwestlicher Richtung vorbeifließt. Die Ortschaft besteht aus einigen Herbergen (Lodges).
Die Ortschaft hat ihren Namen von den so genannten Gorak-Hühnern. Diese rebhuhnähnlichen Tiere sind Gegenstand einer kleinen Legende: Nach dem Verzehr giftiger Pflanzen fliegen sie bis auf die Höhe des Gipfels des Mount Everest, um sich anschließend im freien Fall des Giftes wieder zu entledigen.
Unmittelbar an einem alten Seebett am Ortsrand erhebt sich der 5545 m hohe Kala Patthar, einer der beliebtesten Aussichtspunkte im Khumbu.

Gorakshep
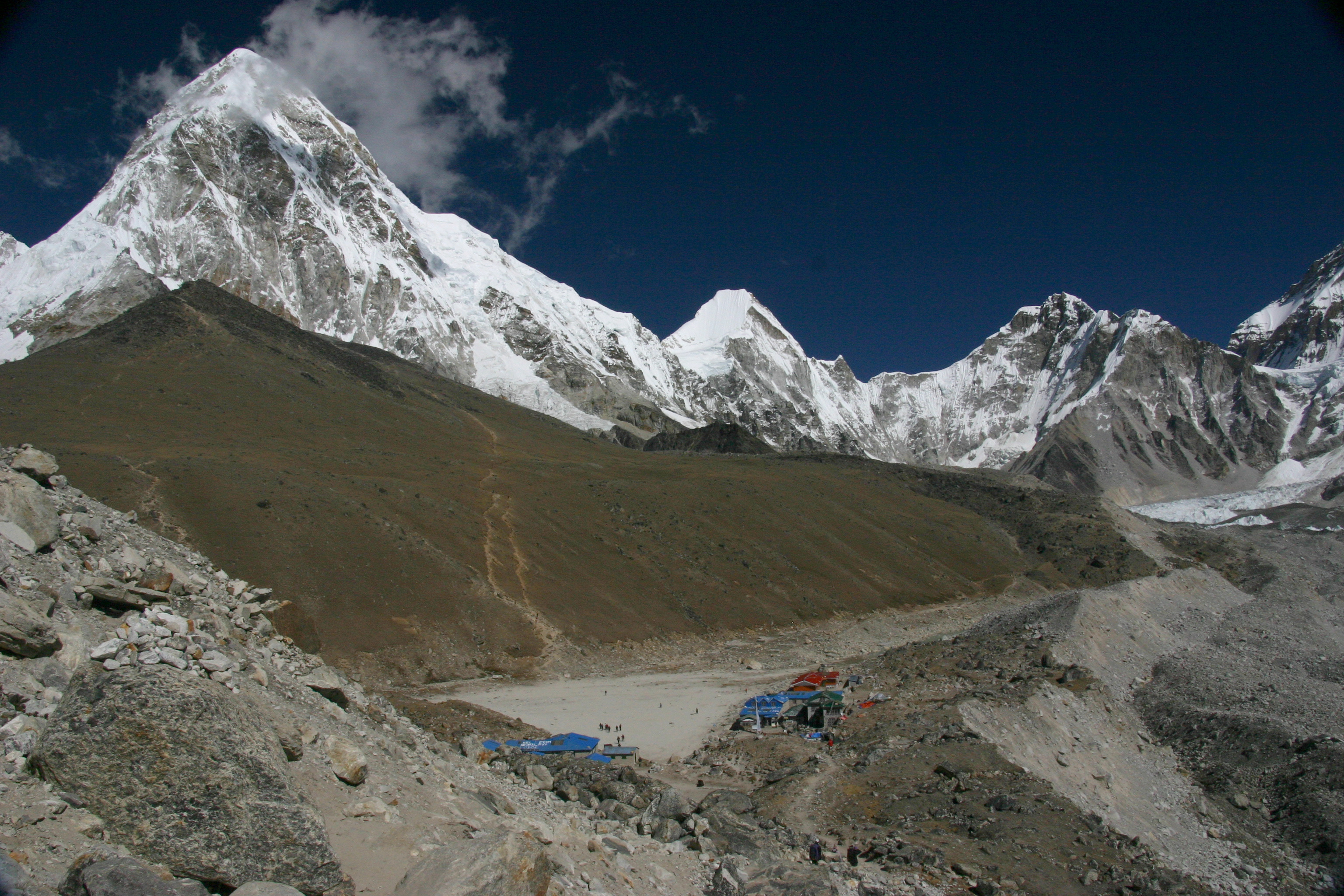
Kala Patthar vor Pumori-Lingtren-Khumbutse
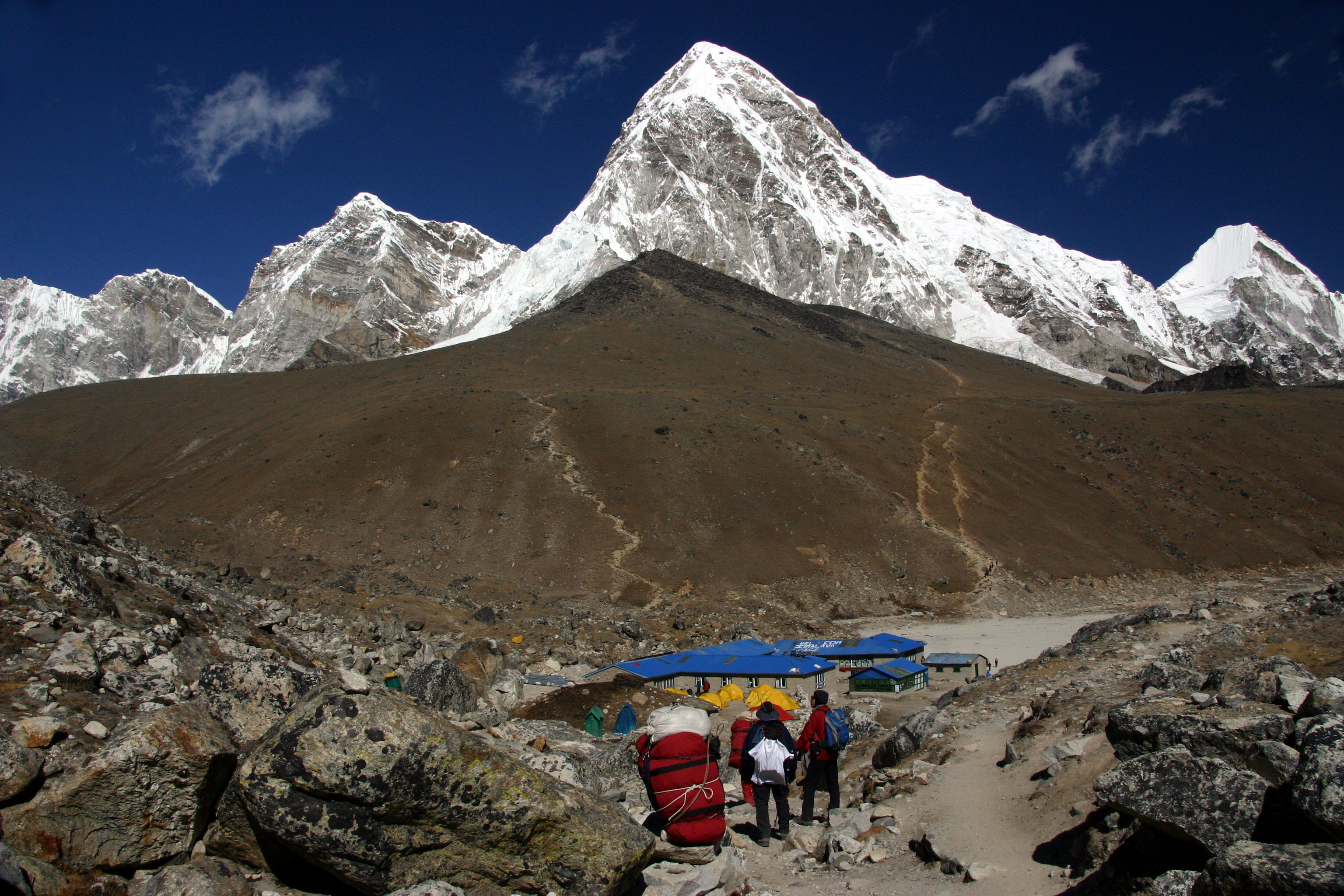
Weg von Lobuche
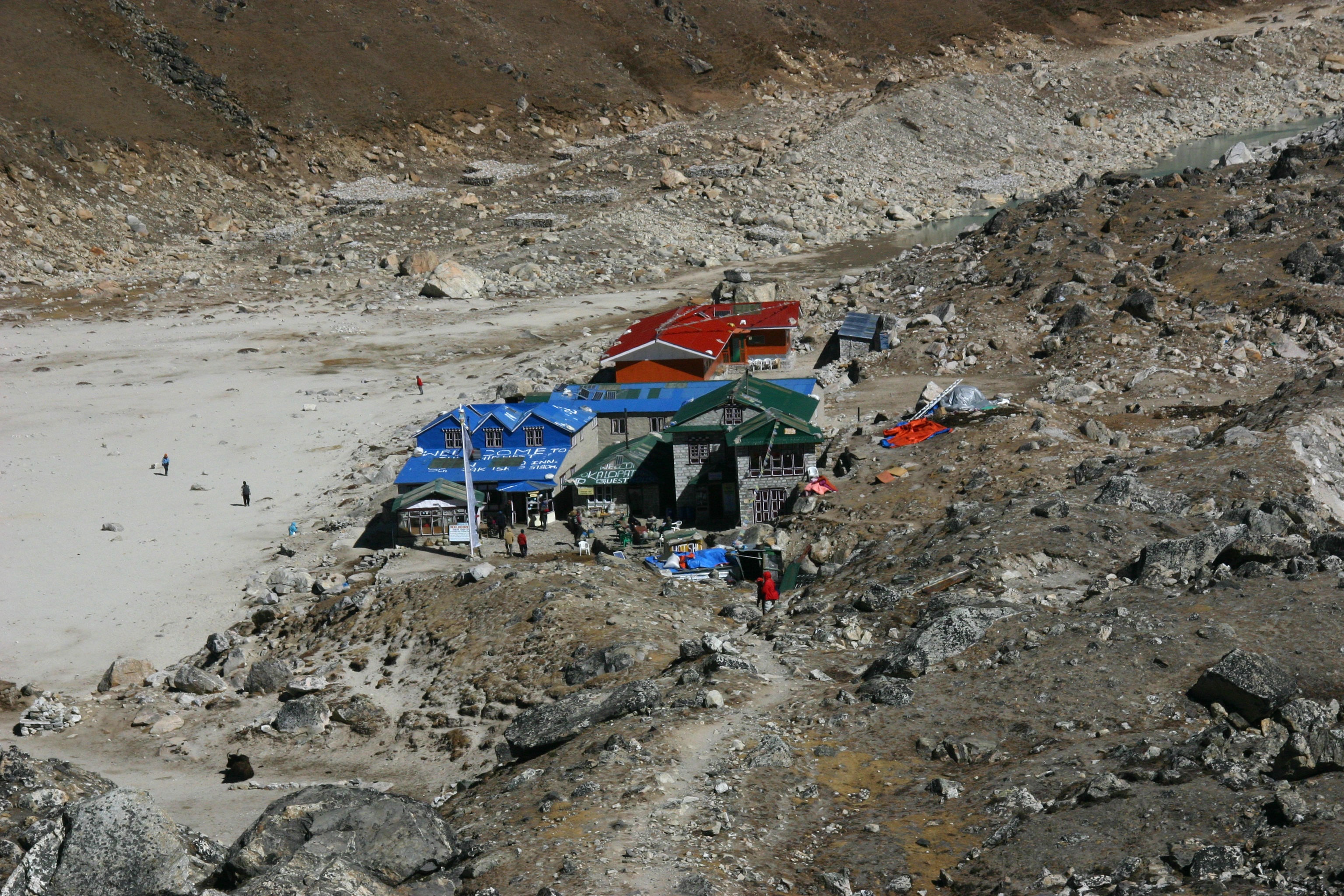
Lodges in allen Farben
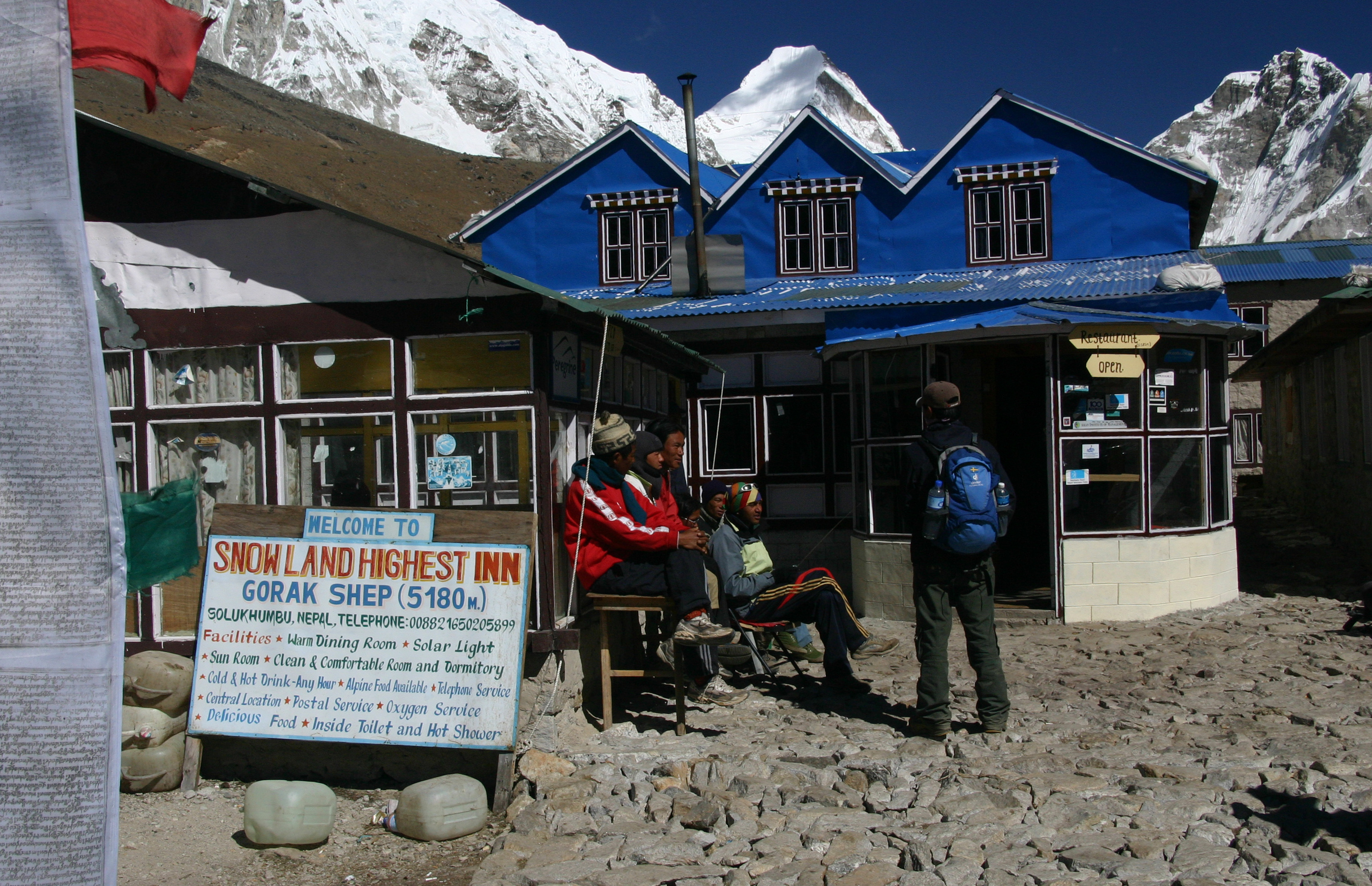
Lodge in Gorak Shep
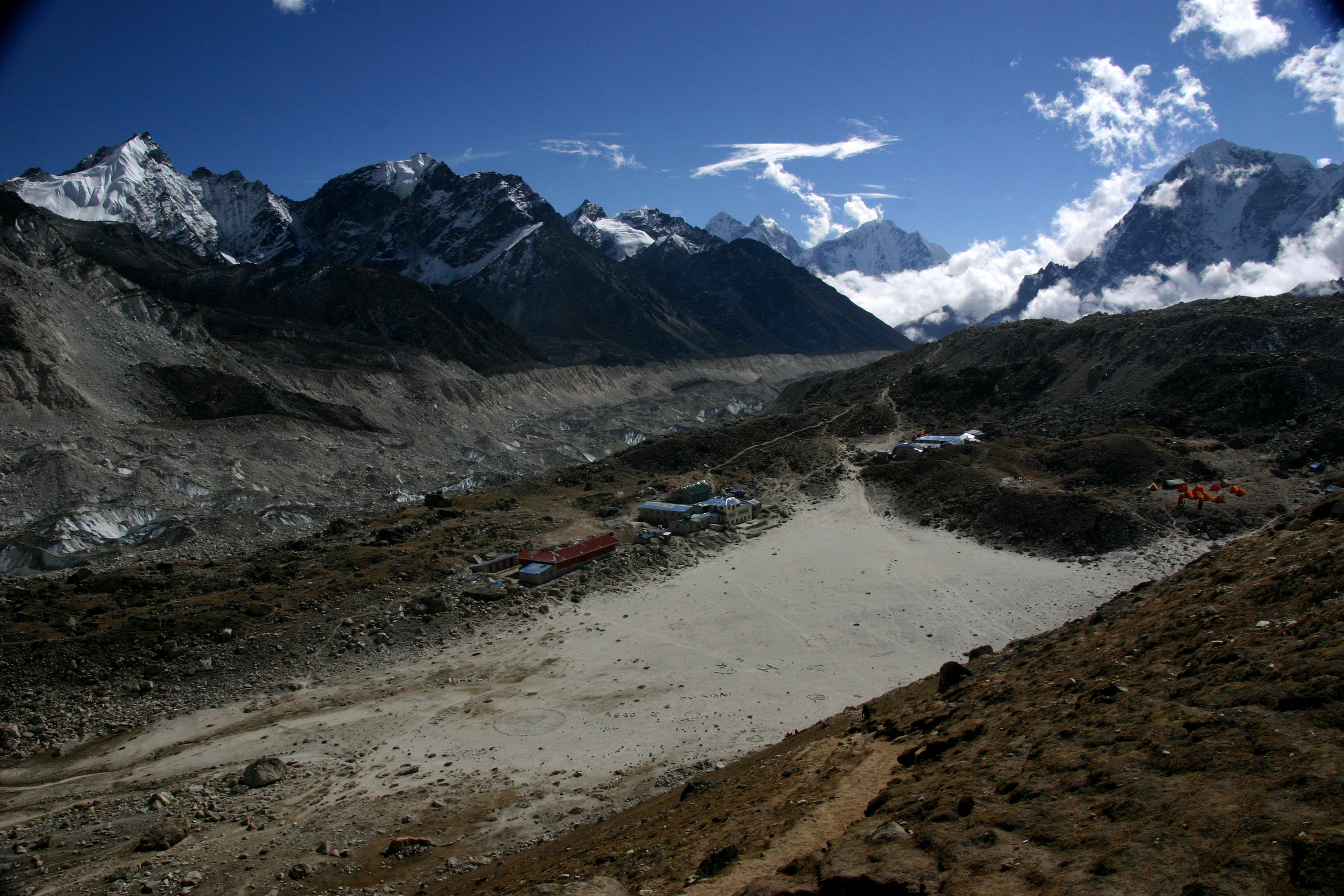
Vom Kala Patthar
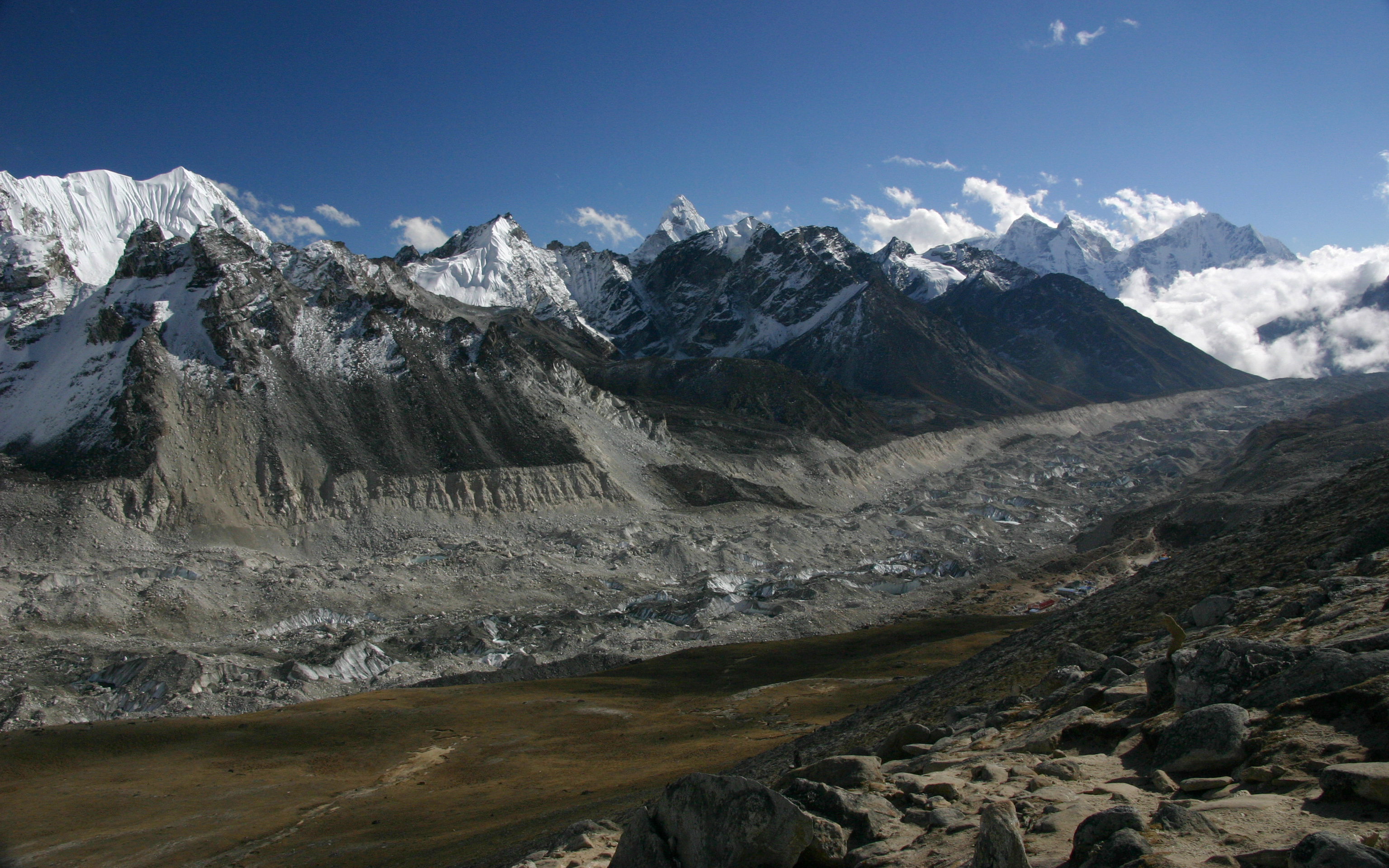
Khumbu-Gletscher